# Renu Saluja
Renu Saluja (* 5. Juli 1952 in Delhi; † 16. August 2000 in Mumbai, Maharashtra) war eine indische Filmeditorin.

## Biografie
Renu Saluja bewarb sich beim Film and Television Institute of India in Pune für die Ausbildung zur Regisseurin, wurde jedoch nur für die Sektion Filmschnitt angenommen. 1976 schloss sie mit Diplom ab. Sie arbeitete anfangs im sogenannten indischen Parallelkino mit den Regisseuren Vidhu Vinod Chopra, Saeed Akhtar Mirza, Kundan Shah oder Ashok Ahuja zusammen. Ihre Arbeit mit Chopra begann bei Murder at Monkey Hill (1976), seinem Abschlussfilm an der Hochschule, und sie bearbeitete alle seine Filme vom oscarnominierten Dokumentar-Kurzfilm An Encounter with Faces (1978) bis Mission Kashmir (2000), wo sie als Associate Director und Supervising Editor tätig war.
Renu Salujas erste Arbeit außerhalb dieses Zirkels von Studienfreunden war Govind Nihalani Ardh Satya (1983). Der Film wirkte als Karrierebeschleuniger. Nach Romesh Sharmas New Delhi Times (1986) und Vijaya Mehtas Pestonjee (1987) wurde auch Salujas erster Mainstream-Film Parinda (1989) ein Kritikererfolg und sie wurde für ihre Arbeit erstmals mit Filmpreisen ausgezeichnet.
Neben ihrer Arbeit am Schneidetisch besuchte sie oft auch die Dreharbeiten und gab Hinweise für zusätzliche Aufnahmen, die durch den Filmschnitt später Dramatik erzeugen konnten.
Ihre letzte vollendete Arbeit war für Nagesh Kukunoors Bollywood Calling (2001), bevor sie 2000 an Magenkrebs verstarb.

## Filmografie (Auswahl)
- 1976: Murder at Monkey Hill
- 1978: An Encounter with Faces – Dokumentar-Kurzfilm
- 1980: Die Wut des Albert Pinto (Albert Pinto Ko Gussa Kyon Ata Hai)
- 1981: Saza-e-Maut
- 1983: Ardh Satya
- 1983: Jaane Bhi Do Yaaro
- 1984: Mohan Joshi Hazir Ho!
- 1984: Party
- 1985: Khamosh
- 1986: New Delhi Times
- 1987: Tamas
- 1987: Pestonjee
- 1988: Main Zinda Hoon
- 1989: Parinda
- 1991: Dharavi
- 1993: Sardar
- 1993: Kabhi Haan Kabhi Naa – Sie liebt mich, sie liebt mich nicht
- 1993: Maya Memsaab
- 1993: 1942: A Love Story
- 1994: Tarpan (The Absolution)
- 1994: Bandit Queen
- 1994: Purush
- 1995: Lost & Found
- 1996: Is Raat Ki Subah Nahin
- 1997: Pardes
- 1997: Do Rahain
- 1998: Kareeb
- 1998: Hyderabad Blues
- 1998: Jab Pyaar Kisise Hota Hai
- 1998: Jaya Ganga
- 1999: Senso unico
- 1999: Godmother
- 1999: Split Wide Open
- 1999: Rockford
- 2000: Hey Ram – Augenblicke der Zärtlichkeit (Hey Ram)
- 2000: Mission Kashmir – Der blutige Weg der Freiheit (Mission Kashmir)
- 2001: Bollywood Calling
- 2003: Calcutta Mail

## Auszeichnungen
- National Film Awards für den Besten Schnitt
  - 1989 für Parinda
  - 1991 für Dharavi
  - 1993 für Sardar
  - 1999 für Godmother

- Filmfare Awards für den Besten Schnitt
  - 1990 für Parinda
  - 1993 für 1942: A Love Story

- Star Screen Awards für den Besten Schnitt
  - 1997 für Is Raat Ki Subah Nahin